# Mielina
La mielina es una estructura multilaminar formada por las membranas plasmáticas de las células de Schwann que rodean con su citoplasma a los axones de las neuronas, creando protección además de rapidez creando el impulso nervioso. Desde el punto de vista bioquímico está constituido por material lipoproteico que constituye algunos sistemas de bicapas fosfolipídicas. Se encuentra en el sistema nervioso de los vertebrados, formando una capa gruesa alrededor de los axones neuronales que permite la transmisión de los impulsos nerviosos a distancias relativamente largas gracias a su efecto aislante. Este recubrimiento se conoce como «vaina de mielina».
Las vainas de mielina son producidas por células gliales: células de Schwann en el sistema nervioso periférico y oligodendrocitos en el sistema nervioso central. Las células de Schwann se enrollan en torno a un único axón mediante su citoplasma, mientras que los oligodendrocitos poseen muchas prolongaciones que se enrollan alrededor de axones de varias neuronas.
Las enfermedades que deterioran la vaina de mielina producen graves trastornos del sistema nervioso, ya que el impulso nervioso no se transmite a la suficiente velocidad o bien se detiene en mitad de los axones. Este tipo de patologías suelen ser enfermedades autoinmunes. Ejemplos de estas enfermedades son la esclerosis múltiple y la leucodistrofia.

## Composición
Su composición exacta varía según el tipo de célula considerado, aunque en general está constituida en un 40 % por agua y, en seco, por un 70-85 % de lípidos y un 15-30 % de proteínas. Una de las características de los lípidos de la mielina es la riqueza en glicolípidos , de los que los más típicos son los cerebrósidos.
El lípido más importante es un glucoesfingolípido llamado galactocerebrósido, y también es rica en esfingomielina, un esfingofosfolípido formado por un aminoalcohol llamado esfingosina, una cadena de ácido graso, un grupo fosfato y colina. 
La mielina es de color blanco, de las neuronas forman la llamada materia blanca. Por otro lado, los cuerpos neuronales, que no están mielinizados, constituyen la materia gris. Así, la corteza cerebral es gris, al igual que el interior de la médula espinal (en este caso los somas o cuerpos neuronales se disponen en el centro y la mayoría de axones discurren por la periferia).

### Proteínas de la mielina del sistema nervioso central
Las dos principales proteínas de la mielina del sistema nervioso central son:
- MBP (myelin basic protein: ʽproteína básica de la mielina’)
- PLP (proteolipid protein: ʽproteína proteolipídica’).

## Función
Su función es acelerar la conducción de los impulsos nerviosos. La mielina se dispone en varias capas en torno al axón de las neuronas, originando la llamada vaina de mielina. Esta cubierta, no es completamente continua, sino que entre los segmentos mielinizados quedan regiones desnudas de los axones llamados nódulos de Ranvier donde se acumulan los canales iónicos. Dado que la mielina es un aislante electro químico, aumenta la resistencia de la membrana axónica y, por tanto, la velocidad de conducción del impulso nervioso de forma que los potenciales de acción pasan de un nódulo de Ranvier a otro. Esto se conoce como conducción saltatoria del impulso nervioso y permite una transmisión más rápida del potencial de acción. En general, una neurona con los axones recubiertos de mielina transmite los impulsos nerviosos unas cien veces más rápido que una neurona amielínica, produciendo una mayor eficacia en el funcionamiento del organismo.

## Enfermedades de la mielina
En el sistema nervioso periférico, los autoanticuerpos de la mielina participan en varias enfermedades, como el GQ1b en la variante de Miller-Fisher del síndrome de Guillain-Barré, el GM1 en la neuropatía multifocal motora y los sulfátidos de la glucoproteína asociada a la mielina (MAG) en las neuropatías periféricas que se asocian a las gammapatías monoclonales. 
La proteína homóloga de PLP (proteína proteolipídica) en el sistema nervioso periférico es la proteína P0, cuyas mutaciones provocan la enfermedad neuropática conocida como síndrome de Charcot-Marie-Tooth (CMT) tipo 1B. La forma más frecuente de CMT es la 1A que está provocada por una duplicación del gen PMP22; las pérdidas del gen PMP22 originan otra neuropatía hereditaria denominada propensión hereditaria a las parálisis de presión.
La esclerosis múltiple es probable que la proteína básica de la mielina (myelin basic protein MBP), y la proteína del sistema nervioso central cuantitativamente menor, denominada MOG (glucoproteína oligodendrocitaria de la mielina), actúen como antígenos para las células T y B, respectivamente. La ubicación del MOG en la lámina más externa de la cubierta de mielina del sistema nervioso central hace que sea el objetivo de los autoanticuerpos.
La esclerosis lateral amiotrófica (ELA) es una enfermedad neurológica progresiva, que ataca a las células nerviosas (neuronas) encargadas de controlar los músculos voluntarios. Esta enfermedad pertenece a un grupo de dolencias llamado enfermedades de las neuronas motoras, que son caracterizadas por la degeneración gradual y muerte de este tipo de neuronas y finalmente del organismo.
La mielinolisis central pontina es un síndrome conocido desde principios de la década de 1960. Consiste en una desmielinización de la sustancia blanca cerebral. Su mecanismo fisiopatológico se basa en los cambios osmóticos producidos en esta estructura en corregirse de manera brusca una hiponatremia preexistente.
La enfermedad de Baló o esclerosis concéntrica de Baló es una enfermedad neurológica rara, caracterizada por la desmielinización en el cerebro. Esta enfermedad afecta típicamente a niños, aunque algunos casos se han descrito en adultos. Los síntomas incluyen parálisis progresiva, espasmos involuntarios del músculo, y otros problemas neurológicos. Las lesiones consisten en placas irregulares de desmielinización que se extienden en una serie de círculos 
La leucodistrofia es un trastorno genético hereditario resultante de la degeneración de la grasa de la vaina de mielina que cubre las fibras nerviosas del cerebro y las glándulas adrenales. Esta destrucción de la mielina puede ser primaria, por defecto de las enzimas que participan en la formación o el mantenimiento de la mielina, o secundaria, por procesos de variado origen: vascular, infeccioso, inflamatorio, autoinmune o tóxico. Resulta en alteraciones motoras y visuales.